# 立日橋
立日橋（たっぴばし）は、多摩川に架かる東京都道149号立川日野線の橋である。多摩都市モノレール線の橋梁が一体となって供用されている。

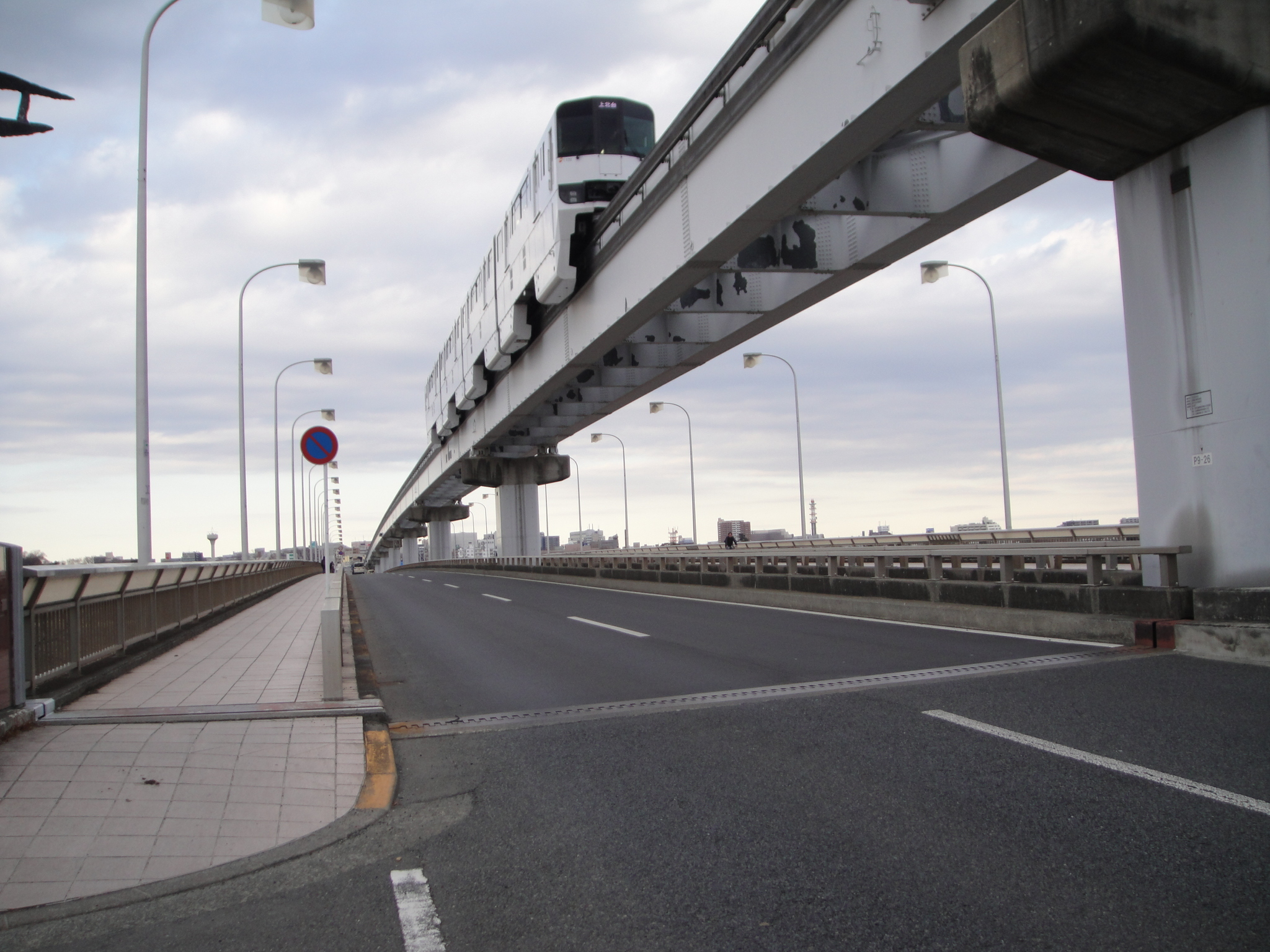

## 概要
多摩都市モノレールの建設の為、1989年（平成元年）3月に道路橋部分が先行して開通した。
その後、2000年（平成12年）1月に多摩モノレール立川北～多摩センター間が開業し、道路橋上のモノレール部分が開通した。
- 橋種 単軌、道路橋
- 位置[1]
  - 左岸：40.4k　+44m
  - 右岸：40.4k　+26m
- 地先名
  - 左岸 立川市柴崎町六丁目
  - 右岸 日野市日野本町六丁目
- 竣工年月日 1989年（平成元年）3月

## 歴史
- かつてはこの橋の所在地より少し下流に「日野の渡し」があったが、1926年（大正15年）8月の日野橋開通に伴って廃止された。

## 周辺
- 多摩都市モノレール 柴崎体育館駅、甲州街道駅
- 日野市立仲田小学校

## 近隣の橋
- 多摩川
  - （上流） - 多摩大橋 - JR中央線多摩川橋梁 - 立日橋 - 日野橋 - 多摩川橋 (中央道) - （下流）